# Juhani Aho
Juhani Aho (Lapinlahti, 11 de setembre de 1861 - Hèlsinki, 8 d'agost de 1921), escriptor i periodista finlandès, de nom autèntic Johannes Brofeldt fins a 1907, va conrear la novel·la i la poesia. La seva carrera com a escriptor va durar prop de quaranta anys.

## Vida
Nascut com Johannes Brofeldt, fill del degà Henrik Gustaf Theodor Brofeldt i de Karolina Fredrika Emelie Snellman, Aho començà a escriure en suec a l'institut, però va ser per influència de Runeberg que més tard va escriure en finès.
A la universitat va estar associat al grup literari de Arvid Järnefelt, i va mantenir correspondència amb l'esposa d'aquest, Elisabeth Järnefelt, qui el va encoratjar a escriure.
Aho va començar com un autor d'estil realista en la seva primera novel·la Rautatie (Literalment del finès: "Ferrocarril"), que es considera com un dels seus treballs més importants.
Més tard es va dedicar al neoromanticisme amb les novel·les Panu (1897) i Kevät ja takatalvi (en finès: "La primavera" i "El final de l'Hivern") (1906), l'última de les quals és una de les seves obres més aclamades, portada a l'òpera per Arne Merikanto i al cinema en tres ocasions (la més recent en 1999, per Aki Kaurismäki).
La seva novel·la Yksin (Literament: "Només"), publicada en 1890, és una història d'amor de caràcter autobiogràfic que refereix a la passió d'Aho per Aino Järnefeldt, qui en aquell moment es trobava secretament compromesa amb Jean Sibelius, amb qui més tard hauria de casar-se.
La gelosia i l'enuig que van provocar en Sibelius la publicació de la novel·la es van oblidar gradualment, i en període més tardà de la seva vida, Aho i Sibelius van ser amics propers, així com veïns en Järvenpää, on el compositor tenia una vila que havia batejat com "Ainola" ("El Regne d'Aino").
Aho va contreure núpcies el 21 de setembre de 1891 amb la pintora Vendla Soldán-Brofeldt, coneguda pel nom de "Venny".
A més de les seves novel·les, Aho va escriure una sèrie de contes curts de diferents estils anomenats "Lastuja" (en català: "Fitxes"). Les seves temàtiques varien des de les al·legories polítiques fins als retrats de la vida quotidiana.
La primera (i considerada com la més famosa) de les seves històries curtes és "Siihen aikaan kun isä lampun osti" (En anglès: "When Father Brought Home the Lamp"), que retrata els efectes de la modernització en la vida de les persones a les regions rurals. En l'actualitat el títol de l'obra ha passat a ser una expressió de caràcter popular per referir-se a la introducció de noves tecnologies.
Aho va ser un dels fundadors del Päivälehti, que seria el predecessor del Helsingin Sanomat ("Notícies de Hèlsinki"), el periòdic de major tirada a Finlàndia.
En el seu moment, Aho va ser el més conegut dels escriptors de Finlàndia a Europa, en part potser a les ràpides traduccions de les quals les seves obres van ser objecte. Per la dècada del 1890 els seus llibres s'havien traduït a 10 idiomes. En català, durant el 1905 van aparèixer publicades a la revista Joventut les narracions "Brindis a la pàtria", "Cantant", "Cap a la pàtria", "El meu poble sembla un ginebró", "L'amo i el masover", "La bandera de Finlàndia" i "Perpetuina". Aquestes narracions després es van aplegar al volum Finlandeses (1905).